# De fide catholica contra haereticos
De fide catholica contra haereticos è un'opera di Alano di Lilla. Scritto in seguito alla missione di Montpellier e dedicato a Guglielmo VIII signore di Montpellier, è l’opera che rese Alano popolare.

## Contenuto e struttura
Chiamata anche Quadripertita magistri Alani editio contra haereticos, Valdenses, Iudeos et paganos, l’opera è divisa in 4 libri. Alano combatte, nel I libro, Albigesi e Catari, nel II i Valdesi, nel III gli Ebrei e nel IV i Musulmani, secondo una struttura bipartita per cui prima vengono affrontate le eresie interne alla Cristianità (Albigesi, Catari, Valdesi) per poi giungere a quelle esterne (Ebrei e Musulmani).

### Eresia degli Albigesi
Per Alano, come già per Platone e Boezio, Dio è il solo principio di tutto, anche del demonio. Ecco che per prima è confutata l’eresia degli Albigesi. Essi sostengono che vi sono due principi delle cose, il principio della luce, che è Dio, e il principio delle tenebre, che è Lucifero. Da Dio vengono le cose spirituali, anime e angeli, da Lucifero vengono le cose temporali. Da veri e degni discendenti degli gnostici, questi eretici pretendono di giustificare i loro principi contemporaneamente con l’autorità della Scrittura e con la ragione. Alano risponde, con Aristotele, che il movimento presuppone un motore immobile, dunque Dio, e che la causa efficiente resta immutata anche producendo effetti soggetti a mutamento e corruzione. Alano li confuta spiegando che il mondo temporale è buono perché è per bontà che Dio fece il mondo ed è per saggezza ch’egli l’ha fatto sottoposto alle vicissitudini del tempo, al fine di ricondurci al suo autore; infatti ogni cambiamento suggerisce che esiste qualcosa di immutabile e ogni cosa mobile suggerisce che esista un riposo supremo.
Questo ragionamento viene applicato all’anima e al corpo. Anche il corpo è buono, perché è opera di Dio: poco importa che la carne sia viziata e debole (tema affrontato nell’Anticlaudianus e nel De planctu). È falso dunque sostenere che la propagazione della carne sia una propagazione del male e condannare da questo punto di vista il matrimonio, come facevano questi eretici, per cui esso è visto come un’istituzione lontano dalla legge naturale che vuole che tutto sia comune, e inoltre come giustificazione dei rapporti sessuali. Questi ultimi, invece, per Alano non sono sempre peccato, e il matrimonio mira proprio a far sì che essi non lo siano; inoltre, il matrimonio non deroga alla legge naturale, ma la risolleva, perché scusa dal peccato di incontinenza quelli che non possono conservare la castità.
Alla negazione albigese dell'immortalità dell'anima, in cui si problematizzava ponendo il tema della presunta mortalità dell’anima degli animali, risponde distinguendo due anime nell’uomo: una razionale, incorporea e immortale, e l’altra fisica o naturale, capace di sensibilità e di immaginazione, per il cui tramite l’anima si unisce al corpo e che con esso perisce. Dal momento che ciò che è incorporeo è incorruttibile, l’anima umana è per Alano immortale. 

## Modelli
Le fonti sono la Sacra Scrittura e i Padri come Agostino, Girolamo, Ilario. Si cita il Liber de causis nella traduzione dall’arabo di Gherardo da Cremona redatta tra 1167 e 1187.

### Edizioni
- M. d’Alverny, Alain de Lille et l’Islam. Le ‘Contra Paganos’, in “Islam et chrétiens du Midi”, Tolouse, 1983, pp.331-348
- Patrologia Latina 210, De fide catholica, pp.306-430
- J. Longère, Théologie et pastorale de la pénitence chez Alain de Lille, in “Citeaux” 30, 1979, pp.161-177

### Studi
- N.M. Haring, Alan of Lille’s ‘De fide catholica’ or ‘Contra haereticos’, in “Analecta Cistercensia” 32, 1976, pp.216-237
- N.M. Haring, Die Rolle der Heilingen Schrift in der Auseinandersetzung des Alanus de Insulis mit dem Neu-Manichaismus, in “Die Machte des Gute nuns Bosen”, Berlino-New York, 1977, pp.315-343
- C. Vasoli, Il contra haereticos di Alano di Lilla, in “Bullettino dell’Istituto Storico italiano ed Archivio Muratoriano” 75, 1963, pp.123-172